# Süper Lig de 2016–17
A Süper Lig de 2016–17 (também conhecida como Turgay Şeren Sezonu) foi a 59ª temporada do Campeonato Turco de Futebol. O Beşiktaş sagrou-se campeão nacional pela 15ª vez em sua história, sendo inclusive o 3º bicampeonato consecutivo em sua trajetória pela elite do futebol turco, após terminar a competição 4 pontos à frente do vice-campeão Başakşehir. Este clube, por sua vez, foi considerado à época como a principal surpresa da competição ao desbancar os gigantes Fenerbahçe e Galatasaray e obter seu 1º vice-campeonato, além de uma inédita classificação para os playoffs da Liga dos Campeões da UEFA.
A artilharia do campeonato ficou a cargo do futebolista brasileiro Vágner Love, que nesta temporada atuou pelo Alanyaspor, onde terminou a competição marcando 23 gols.

## Homenagem
Em 14 de julho de 2016, ainda durante o período de pré-temporada, a Federação Turca de Futebol decidiu mediante alteração da logomarca oficial da competição render homenagem oficial à Turgay Şeren, lendário futebolista turco que atuou como goleiro pelo Galatasaray, clube do qual defendeu durante toda a sua carreira profissional entre 1947 e 1967. Foi também convocado de forma recorrente pela Seleção Turca entre 1950 e 1966, disputando 52 partidas oficiais, dentre as quais destacam-se partidas da Copa do Mundo de 1954, ocasião em que se firmou como titular.
Após sua aposentadoria dos gramados, também atuou como treinador, colunista e comentarista esportivo. Faleceu de causas naturais em 6 de julho de 2016, aos 84 anos.

## Participantes
| Clube          | Técnico             | Capitão          | Estádio                                  | Capacidade | Material Esportivo | Patrocinador   |
| -------------- | ------------------- | ---------------- | ---------------------------------------- | ---------- | ------------------ | -------------- |
| Adanaspor      | Krunoslav Jurčić    | Bekir Yılmaz     | Adana 5 Ocak Stadı                       | 16 123     | Lotto              | Spor Toto      |
| Akhisarspor    | Cihat Arslan        | Custódio         | Manisa 19 Mayıs Stadyumu                 | 16 597     | Nike               | Köfteci Ramiz  |
| Alanyaspor     | Hüseyin Kalpar      | Haydar Yılmaz    | Estádio do Colégio Bahçeşehir            | 10 842     | Kappa              | TAV Airports   |
| Antalyaspor    | José Morais         | Samuel Eto'o     | Estádio de Antália                       | 32 539     | Nike               | Iati           |
| Başakşehir     | Abdullah Avcı       | Emre Belözoğlu   | Estádio Fatih Terim de Başakşehir        | 17 319     | Nike               | Makro          |
| Beşiktaş       | Şenol Güneş         | Tolga Zengin     | Vodafone Park                            | 41 903     | Adidas             | Vodafone       |
| Bursaspor      | Hamza Hamzaoğlu     | Pablo Batalla    | Estádio Municipal Metropolitano de Bursa | 43 331     | Puma               | Warmhaus       |
| Fenerbahçe     | Dick Advocaat       | Volkan Demirel   | Estádio Şükrü Saraçoğlu                  | 50 509     | Adidas             | Nesine.com     |
| Galatasaray    | Jan Olde Riekerink  | Selçuk İnan      | Complexo Esportivo Ali Sami Yen          | 52 280     | Nike               | NEF            |
| Gaziantepspor  | İsmail Kartal       | Elyasa Süme      | Estádio de Gaziantepe                    | 35 574     | Adidas             | Mahmood Coffee |
| Gençlerbirliği | İbrahim Üzülmez     | Selçuk Şahin     | Estádio 19 de Maio de Ancara             | 19 209     | Lotto              | ARTE           |
| Karabükspor    | Igor Tudor          | Ahmet Şahin      | Dr. Necmettin Şeyhoğlu Stadyumu          | 11 378     | Adidas             | Kardemir       |
| Kasımpaşa      | Rıza Çalımbay       | Adem Büyük       | Estádio Recep Tayyip Erdoğan             | 14 234     | Nike               | Ülker          |
| Kayserispor    | Hakan Kutlu         | Larrys Mabiala   | Estádio Kadir Has                        | 32 864     | Adidas             | İstikbal       |
| Konyaspor      | Aykut Kocaman       | Ali Çamdalı      | Estádio Municipal Metropolitano de Cônia | 41 981     | Hummel             | Spor Toto      |
| Osmanlıspor    | Mustafa Reşit Akçay | Erdal Kılıçaslan | Osmanlı Stadı                            | 18 029     | Nike               | ATG            |
| Rizespor       | Hikmet Karaman      | Léonard Kweuke   | Novo Estádio Municipal de Rize           | 15 558     | Nike               | Çaykur         |
| Trabzonspor    | Ersun Yanal         | Onur Kıvrak      | Estádio Şenol Güneş                      | 41 461     | Nike               | QNB            |

## Trocas de Técnico
| Equipe         | Treinador no cargo  | Modo de Dispensa          | Data de Saída           | Posição | Substituído por | Contratado em           |
| -------------- | ------------------- | ------------------------- | ----------------------- | ------- | --------------- | ----------------------- |
| Akhisarspor    | Cihat Arslan        | Rescisão amigável         | 1º de setembro de 2016  | 7º      | Tolunay Kafkas  | 4 de setembro de 2016   |
| Kasımpaşa      | Rıza Çalımbay       | Foi demitido              | 13 de setembro de 2016  | 18º     | Kemal Özdeş     | 16 de setembro de 2016  |
| Antalyaspor    | José Morais         | Rescisão amigável         | 6 de outubro de 2016    | 18º     | Rıza Çalımbay   | 7 de outubro de 2016    |
| Gençlerbirliği | İbrahim Üzülmez     | Rescisão amigável         | 7 de novembro de 2016   | 9º      | Ümit Özat       | 7 de novembro de 2016   |
| Adanaspor      | Krunoslav Jurčić    | Foi demitido              | 5 de dezembro de 2016   | 18º     | Levent Şahin    | 23 de dezembro de 2016  |
| Gaziantepspor  | İsmail Kartal       | Foi demitido              | 5 de dezembro de 2016   | 15º     | İbrahim Üzülmez | 12 de dezembro de 2016  |
| Kayserispor    | Hakan Kutlu         | Pediu demissão            | 6 de dezembro de 2016   | 17º     | Sergen Yalçın   | 4 de janeiro de 2017    |
| Alanyaspor     | Hüseyin Kalpar      | Pediu demissão            | 16 de janeiro de 2017   | 14º     | Safet Sušić     | 27 de janeiro de 2017   |
| Bursaspor      | Hamza Hamzaoğlu     | Foi demitido              | 21 de janeiro de 2017   | 6º      | Mutlu Topçu     | 30 de janeiro de 2017   |
| Gaziantepspor  | İbrahim Üzülmez     | Rescisão amigável         | 24 de janeiro de 2017   | 18º     | Bülent Uygun    | 24 de janeiro de 2017   |
| Galatasaray    | Jan Olde Riekerink  | Foi demitido              | 15 de fevereiro de 2017 | 3º      | Igor Tudor      | 17 de fevereiro de 2017 |
| Karabükspor    | Igor Tudor          | Assinou com o Galatasaray | 15 de fevereiro de 2017 | 10º     | Zoran Barisic   | 17 de fevereiro de 2017 |
| Osmanlıspor    | Mustafa Reşit Akçay | Pediu demissão            | 18 de março de 2017     | 12º     | Hamza Hamzaoğlu | 22 de março de 2017     |
| Akhisarspor    | Tolunay Kafkas      | Pediu demissão            | 18 de março de 2017     | 15º     | Okan Buruk      | 23 de março de 2017     |
| Adanaspor      | Levent Şahin        | Pediu demissão            | 9 de abril de 2017      | 18º     | Eyüp Arın       | 10 de abril de 2017     |
| Kayserispor    | Sergen Yalçın       | Pediu demissão            | 22 de abril de 2017     | 15º     | Mesut Bakkal    | 24 de abril de 2017     |

## Classificação Geral
Atualizado em 21 de maio de 2017[carece de fontes?]
| Campeão Turco 2016–17 |
| --------------------- |
| Beşiktaş (15º título) |

## Resultados
| Mandante \ Visitante | ADA | AKH | ALA | ANT | BAŞ | BJK | BUR | FNB | GAL | GAZ | GEN | KAR | KAS | KAY | KON | OSM | RİZ | TRA |
| -------------------- | --- | --- | --- | --- | --- | --- | --- | --- | --- | --- | --- | --- | --- | --- | --- | --- | --- | --- |
| Adanaspor            | —   | 2–1 | 3–2 | 2–5 | 1–1 | 1–2 | 1–2 | 1–3 | 0–1 | 0–0 | 0–2 | 1–2 | 3–0 | 2–1 | 0–1 | 1–5 | 1–3 | 1–1 |
| Akhisarspor          | 1–0 | —   | 3–0 | 3–0 | 2–1 | 0–2 | 5–1 | 1–3 | 1–3 | 6–0 | 0–0 | 2–3 | 1–0 | 0–0 | 1–0 | 1–2 | 1–0 | 1–3 |
| Alanyaspor           | 4–1 | 0–0 | —   | 2–1 | 0–5 | 1–4 | 0–2 | 2–3 | 2–3 | 4–3 | 3–0 | 4–2 | 3–1 | 3–0 | 2–3 | 0–1 | 2–3 | 3–0 |
| Antalyaspor          | 1–0 | 0–0 | 2–1 | —   | 0–1 | 0–0 | 2–1 | 1–0 | 2–3 | 4–1 | 1–0 | 1–0 | 2–1 | 2–1 | 1–3 | 0–0 | 1–1 | 0–3 |
| Başakşehir           | 2–1 | 5–1 | 2–1 | 2–2 | —   | 3–1 | 1–0 | 1–0 | 4–0 | 0–0 | 2–1 | 3–3 | 3–1 | 5–0 | 1–1 | 2–2 | 2–1 | 1–0 |
| Beşiktaş             | 3–2 | 3–1 | 4–1 | 3–0 | 1–1 | —   | 2–1 | 1–1 | 2–2 | 1–0 | 3–0 | 3–1 | 4–1 | 2–2 | 5–1 | 4–0 | 1–0 | 2–1 |
| Bursaspor            | 0–1 | 0–0 | 1–3 | 2–1 | 0–2 | 0–2 | —   | 1–1 | 0–5 | 2–1 | 1–2 | 3–0 | 1–0 | 3–1 | 2–0 | 0–0 | 2–1 | 1–2 |
| Fenerbahçe           | 2–2 | 3–1 | 1–1 | 0–1 | 1–0 | 0–0 | 0–1 | —   | 2–0 | 2–1 | 3–0 | 5–0 | 0–0 | 3–3 | 2–3 | 1–0 | 2–1 | 1–1 |
| Galatasaray          | 4–0 | 6–0 | 5–1 | 3–1 | 1–2 | 0–1 | 3–1 | 0–1 | —   | 3–1 | 3–2 | 1–0 | 1–3 | 1–2 | 2–1 | 2–0 | 2–0 | 0–1 |
| Gaziantepspor        | 1–0 | 1–2 | 2–3 | 0–3 | 0–1 | 0–4 | 3–2 | 1–1 | 1–2 | —   | 0–1 | 0–0 | 0–2 | 1–2 | 0–3 | 3–1 | 1–2 | 1–0 |
| Gençlerbirliği       | 0–1 | 2–0 | 0–0 | 1–1 | 0–0 | 1–1 | 3–1 | 1–2 | 0–1 | 2–0 | —   | 2–0 | 1–0 | 2–1 | 2–0 | 1–1 | 1–0 | 0–0 |
| Karabükspor          | 2–0 | 1–0 | 0–2 | 3–2 | 0–2 | 2–1 | 0–0 | 0–1 | 2–1 | 2–0 | 1–0 | —   | 0–0 | 2–2 | 1–1 | 1–0 | 3–0 | 4–0 |
| Kasımpaşa            | 1–1 | 0–2 | 2–1 | 0–3 | 4–0 | 2–1 | 4–0 | 1–5 | 1–2 | 0–0 | 3–0 | 2–2 | —   | 3–1 | 1–1 | 3–2 | 4–2 | 0–1 |
| Kayserispor          | 1–1 | 0–2 | 3–0 | 0–1 | 0–1 | 0–1 | 2–0 | 4–1 | 1–1 | 3–4 | 0–2 | 2–0 | 2–2 | —   | 2–1 | 1–4 | 2–1 | 0–1 |
| Konyaspor            | 1–0 | 0–3 | 2–3 | 1–1 | 0–3 | 2–2 | 2–0 | 0–1 | 0–1 | 1–2 | 1–1 | 3–0 | 2–1 | 1–0 | —   | 1–1 | 2–1 | 1–1 |
| Osmanlıspor          | 1–0 | 0–4 | 2–0 | 1–2 | 0–1 | 0–2 | 1–1 | 1–1 | 2–2 | 0–2 | 2–2 | 2–1 | 1–2 | 1–1 | 0–0 | —   | 1–2 | 0–1 |
| Rizespor             | 2–2 | 1–0 | 1–0 | 1–2 | 3–3 | 0–1 | 6–0 | 1–5 | 1–1 | 2–0 | 2–1 | 1–0 | 0–1 | 2–4 | 1–1 | 0–1 | —   | 0–1 |
| Trabzonspor          | 4–1 | 0–0 | 0–0 | 0–1 | 0–0 | 3–4 | 1–2 | 0–3 | 2–0 | 4–0 | 0–0 | 1–0 | 2–0 | 2–3 | 1–0 | 0–2 | 2–2 | —   |

## Artilheiros
Atualizado em 21 de maio de 2017[carece de fontes?]
| Pos. | Jogador           | Clube          | Gols |
| ---- | ----------------- | -------------- | ---- |
| 1    | Vágner Love       | Alanyaspor     | 23   |
| 2    | Cenk Tosun        | Antalyaspor    | 20   |
| 3    | Samuel Eto'o      | Antalyaspor    | 18   |
| 4    | Riad Bajić        | Konyaspor      | 17   |
| 5    | Léonard Kweuke    | Fenerbahçe     | 14   |
| 6    | Anderson Talisca  | Beşiktaş       | 13   |
| 6    | Serdar Gürler     | Gençlerbirliği | 13   |
| 8    | Moussa Sow        | Fenerbahçe     | 12   |
| 8    | Vincent Aboubakar | Beşiktaş       | 12   |
| 8    | Welliton          | Kayserispor    | 12   |